# Estiske SSR
Estiske socialistiske sovjetrepublik, forkortet Estiske SSR (estisk: Eesti Nõukogude Sotsialistlik Vabariik, forkortet Eesti NSV eller ENSV; russisk: Эстонская Советская Социалистическая Республика, forkortet Эстонская ССР eller ЭССР, Estonskaja Sovetskaja Sotsialistitjeskaja Respublika, forkortet Estonskaja SSR eller ESSR), var navnet på Estland under årene som sovjetrepublik 1944-1991 samt under aksemagternes besættelse 1940-1941.

## Baggrund
I forbindelse med undertegnelsen af Molotov-Ribbentrop-pagten mellem Sovjetunionen og Nazi-Tyskland henregnedes Estland den sovjetiska interessesfære, efter som det var et af de lande, som Hitler havde lovet ikke at angribe i tilfælde af den stadigt tydeligere foranstående krig. Efter Polens sammenbrud i 1939 krævede Sovjetunionen flyve- og flådebaser på estisk territorium. Den estiske statsledelse blev tvunget til at acceptere dette samt til at undertegne en bistandspagt med Sovjetunionen, der lovede ikke at blande sig i landets indre anliggender. Trods løftet blev der foranstaltet demonstrationer for at få en ny regering, som søgte at føre en mere sovjetvenlig politik. Trods dette anklagede Sovjetunionen den nye regeringen for sovjetfjendtlighed, hvorpå sovjetiske styrker fra de oprettede baser besatte landet i 1940. Et nyt parlament, loyalt mod Sovjetunionen, udpegedes i strid med forfatningen. Dette illegitime parlament vedtog så Estlands ansøgning om tilslutning til Sovjetunionen.
Efter tilslutningen til Sovjetunionen oprettedes Estiske SSR i 1940. De fleste vestlige lande anerkendte aldrig Estland som en del af Sovjetunionen. Storbritannien og USA blandt andre opretholdt diplomatiske relationer med repræsentanter for republikken Estland.

## Besat af Nazi-Tyskland
Estland erobredes af Nazi-Tyskland den 22. juni 1941, hvilket styrkede forhåbninger blandt esterne om at genvinde selvstændigheden, men Estland blev i stedet en del af det tyske besættelsesområde Ostland til og med år 1944.

## Atter besat af Sovjetunionen
I 1944 generobrede Sovjetunionen Estland, og Estiske SSR genoprettedes. Under sovjetisk styre blev Estiske SSR en vigtig del af det sovjetiske grænseområde ved Østersøen, og store dele af den estiske kyst blev lukket, lige som den lokale befolkning blev tvangsforflyttet, hvilket fik katastrofale konsekvenser for det estiske fiskerierhverv. Det sovjetiske militær kontrollerede 14-25 % af Estlands territorium, 3.800 km kyst og 1.500 øer.

### Tvangsgrænseflytning
Under sovjetbesættelsen blev den estiske by Petseri (russisk: Печоры, Petsjory) og Petseri kommune udskilt i 1944 og lagt ind under Pskov oblast.

### Tvangsdeporteringer
Under det sovjetiske styre deporteredes og henrettedes en stor del af den estiske befolkning. Ifølge en hvidbog offentliggjort af det estiske parlament Riigikogu blev omkring 180.000 personer ramt, svarende til 17 % af Estlands befolkning.

### Tvangsindustrialisering
Russificeringen betød, at Estland i perioden fra 1947 til 1952 blev landbrug skiftet ud med industri, hvilket gjorde stor skade på den estiske natur.

### Økonomisk udbytning
Tilhørsforholdet til Sovjetunionen betød en massiv dræning af ressourcer fra Estland. For årene 1955-59 er det blevet beregnet, at Estland netto ydede (i rubler):
1955 - 3.852.000
1956 - 4.012.000
1957 - 4.142.000
1958 - 4.494.000
1959 - 4.967.000
eller i alt 21.467.000 rubler i denne femårsperiode. Regnskabsteknisk er der formentlig tale om en undervurdering af Estlands "bidrag" til den sovjetiske økonomi. Denne udnyttelse af landet kunne finde sted, fordi landets økonomi de facto blev styret fra Moskva. Fri løndannelse var ikke mulig og lønningerne lå 50% under niveauet før 2.verdenskrig. Det betyder, at det reelle bidrag til Sovjetunionens økonomi var nærmest dobbelt så stort, fordi estiske arbejdere blev udbyttede med underbetaling. Undersøgelsen viste også, at Estiske SSR var nettobidragyder, ikke nettomodtager, i den samlede sovjetøkonomi. Andre udnyttelser af landet skete ved udvinding af råstoffer, således blev i 1989 udvindet omkring 50.000 ton fosforit pr. år.

### Miljøproblemer
Estland oplevede også store miljøproblemer i sovjettiden. Ifølge en redegørelse fra Estlands kontrolkommission for hydrometrologi og naturmiljø dateret 21. april 1987 indebar den sovjetiske udnyttelse af fosforitressourcer i Maardu en samlet forurening på 7.734 ton pr år svarende til 23,3% af den samlede forurening i Tallinn. Eesti Fosforiit producerede 3.257 ton CO2, 1.275 NOx og 252 ton flourforurening. I forbindelse med tilbageværende rester af den udnyttede diktonymaskifer produceredes ved selvantændelse årligt skønsmæssigt 10.000 ton CO2. Dertil kom andre miljøproblemer som ødelæggelse af vandkvaliteten samt tab af landets bedste landbrugsjord. 40-70% af husdyrene i landbruget var angrebne af fluorus. Også børn i området var ramt, af en sygelig svækkelse af skelettet. Kroniske deformationer forekom hos 12% af en undersøgt børnegruppe, mere end 10 gange højere end i en kontrolgruppe. Asken fra olieskifferen indeholdt adskillige tungmetaller som bly, kadmium, kviksølv, vanadium, strontium, krom og uran. Fiskeriet i Estlands vigtigste ferskvandssø, Peipsi, faldt fra 30.000 ton pr. år til omkring 10.000 ton pr. år. Også flere kystfarvande var ramt af alvorlig forurening.

### Sommer-OL 1980
Under Sommer-OL 1980 i Moskva fandt sejlsportskonkurrencerne sted i Tallinn.

### Modstandskamp
Under besættelsen begyndte en stærk russificering igen af Estland og alle tyske indbyggere blev samtidig sendt til Sibirien som et slags had mod Nazi-Tyskland. Mange estere var vrede over den sovjetiske besættelse og kæmpede aktivt imod, men russerne var overlegne og mange hundrede estere blev også sendt til Sibirien. En kendt gruppe af frihedskæmpere kaldet Skovbrødrene (estisk: metsavennad) på mellem 16-30.000 estiske mennesker flygtede fra sovjetisk deportation ud i estiske skove, hvor de kæmpede mod sovjetiske soldater. Den sidste af gruppens medlemmer døde først i 1978 uden at være blevet fanget.
Estland var under sovjetisk styre og kommunisme i gennem 1950'erne, 60'erne og 70'erne, men ved slutningen af 1980'erne begyndte selvstændighedsbevægelsen at gry, da Sovjetunionen kom i økonomiske problemer. Mange estere begyndte at protestere og demonstrere, hvor en sangfestival i Tallinn var blevet en af de helt store kilder til demonstration. I 1989 lavede to millioner baltere en lang menneskekæde der bandt de baltiske hovedstæder sammen som endnu en form for protest mod det sovjetiske styre.

## Afviklingen
Folkeafstemningen i Sovjetunionen 1991 om Sovjetunionens fremtid, som blev afholdt den 17. marts 1991, blev boykottet af myndighederne i Estiske SSR og fem andre sovjetrepublikker. I de andre ni sovjetrepublikker stemte angiveligt en overvældende majoritet (77,8 %) for at beholde Sovjetunionen i en fornyet udgave. I de boykottende republikker afholdtes uautoriserede  folkeafstemninger af prosovjetiske organisationer, der ikke var sanktionerede af de lokale myndigheder, og i den estiske uofficielle afstemning stemte 74,16 % for at bevare Sovjetunionen i en reformeret udgave. Estland havde imidlertid allerede afholdt en officiel folkeafstemning den 3. marts 1991 om, hvorvidt republikken, som var blevet besat i 1940, skulle genoprettes. I den officielle folkeafstemning i Estland stemte 77,8 % for en genoprettelse af den estiske republik. Juridisk indebar dette, at al aktivitet, der havde fundet sted under sovjetrepublikkens tid, blev anset for ugyldig og kun kunne vinde gyldighed, hvis den blev bekræftet af den reetablerede republik.
Efter Sovjetunionens opløsning den 26. december 1991 blev Estland igen en selvstændig stat.